# Ітайпу
Ітайпу (гуар. Yjoko Itaipu [itajˈpu]; порт. Barragem de Itaipu [itajˈpu]; ісп. Represa de Itaipú [itajˈpu]) — гребля гравітаційного типу та гідроелектростанція на річці Парана на кордоні між Бразилією і Парагваєм за 15 км на північ від Моста Дружби. Гребля була названа іменем острова Ітайпу, який існував біля місця будівництва греблі. Ця назва походить від слова Itaipu, яке мовою гуарані означає «співучі камені». Американський композитор Філіп Глас написав симфонічну кантату, названу «Itaipu» на честь греблі.
Itaipu Binacional — назва гідроелектростанції та компанії, яка управляє цією другою найбільшою діючою гідроелектростанцією у світі (після китайської ГЕС «Три ущелини»). Вона спільно управляється Бразилією і Парагваєм. Територія, зайнята проєктом, простяглася від містечка Фос-ду-Ігуасу у Бразилії до Сьюдад-дель-Есте в Парагваї, на півдні до міста Гуаїра і на північ до міста Salto del Guairá, біля колишнього водоспаду Семи Каскадів. Номінальна потужність електростанції становить 14 ГВт, з 20 генераторами по 700 МВт. У році 2000 електростанція досягла рекорду, виробивши 93,4 млрд кВт·год., що дало 95 % всієї електроенергії, спожитої Парагваєм і 25 % електроенергії, спожитої Бразилією.

## Історія
Гідроелектростанція Ітайпу стала результатом довгих переговорів між двома країнами протягом 1960-х років. Акт по Ігуасі (порт. Ata do Iguaçu) був підписаний 22 липня 1966 року бразильським та парагвайським міністрами закордонних справ. Він був декларацією взаємного інтересу до вивчення можливостей експлуатації гідроелектричних ресурсів, які дві країни мали в районі річища Парани, включаючи водоспади Семи каскадів та Ігуасу. Перший із них припинив існування під час будівництва греблі.
14 жовтня 1978 маршрут Парани було змінено, щоб звільнити ділянку річища для будівництва греблі. 19 жовтня 1979 року було укладено договір між Бразилією, Парагваєм та Аргентиною, який установив дозволені рівні річок та їхні зміни протягом будівництва.
Резервуар почав заповнюватися 13 жовтня 1982 року, коли роботи з будівництва були завершені й бічні канали закриті. Вода піднялася на 100 м і досягла каналів стоку вже 27 жовтня завдяки тогочасним сильним дощам і повені. Електростанція почала діяти 5 травня 1984 року, коли був увімкнений перший генератор. Протягом кількох років його наздогнала решта з сучасних 18 генераторів, останній — в 1991 році. Ще 2 планується запустити протягом 2007 року.

## Українці, що працюють на ГЕС Ітайпу
За оцінками бразильського українця Михайла З. Зорі (Miguel Zydan Sória), співробітника відділу бізнесового планування (Assessoria de Planejamento Empresarial) гідроелектростанції Ітайпу, на ГЕС працює щонайменше дев'ять українців:
- З боку Бразилії: Мирон Марсіу Нижник (Eron Marcio Nyznyk), Євгенія Ганчук (Eugenia Hanchuk), Флоренсе Серпа Антонюк Паганіні (Florence Serpa Antoniuk Paganini), Михайло З. Зоря (Miguel Augusto Zydan Sória), Петро Прибич (Pedro Prybicz), Вера Люся Грані(в)ска Інгенчакі (Vera Lucia Graniska Ingeinczaki).
- З боку Парагваю: Андрій Івасютин Гаврилишин (Andres Ivasiuten Havrelechen), Павло Горейко Дмитрук (Pablo Gorejko Dmitruk), Петро Чудик Лилик (Pedro Chudyk Lylyk).